# Mumm-Ra
Pour le personnage fictif homonyme, voir Personnages des Cosmocats.
Mumm-Ra est un groupe britannique de rock indépendant, originaire de Bexhill-on-Sea. Le groupe est composé du chanteur, claviériste et guitariste occasionnel James New, des guitaristes James Arguile et Oli Frost, du bassiste Niall Buckler, et du batteur Gareth Jennings. Le claviériste Tommy Bowen rejoint le groupe en 2006 en tant que membre itinérant, avant de devenir un membre à part entière lors de la réunion de 2012.
Le groupe sort un album studio, These Things Move in Threes en 2007, qui produit les singles Out of the Question, What Would Steve Do ? et She's Got You High. Après une pause en 2008, le groupe se reforme pour une série de concerts en 2012, et sort un EP de morceaux initialement prévus pour leur deuxième album, Back to the Shore en 2014, qui produit les singles Technicolour et Jeremy.

## Histoire
Le groupe se forme dans les années 2000 pendant les heures de classe scolaire dans leur ville natale de Bexhill-on-Sea, commençant plus comme une passion que comme un projet sérieux. Le nom du groupe est emprunté à la série d'animation des années 1980, Cosmocats, dont l'antagoniste principal s'appelle Mumm-Ra, l'éternel vivant Au cours des premières années, le groupe change de composition assez fréquemment, l'une des incarnations comprenant le joueur de sitar Carl Gent, le pianiste Rory Cole et Pete Questier à la mandoline. Le groupe principal composé de James New, James Arguile, Oli Frost, Niall Buckler et Gareth Jennings est resté constant. Après avoir sorti plusieurs démos, les membres du groupe décident de ne pas aller à l'université et de se concentrer sur le groupe,.
Après avoir envoyé leur démo à plusieurs labels indépendants, Mike Pickering du label Deltasonic la transmet à Columbia Records, qui a rapidement signé le groupe. Leur premier single What Would Steve Do ? sort en avril 2006, suivi de leur EP Black Hurts Day and the Night Rolls On en juillet, qui permet au groupe de se faire connaître et d'être « chaudement conseillé » par le magazine musical NME.
Dans la perspective de la sortie de leur premier album, le groupe se lance dans plusieurs tournées au Royaume-Uni en 2006, jouant notamment au Oxegen Festival, au Reading and Leeds Festivals, au T in the Park, au Latitude Festival et au Fuji Rock Festival. Le groupe continue sur sa lancée en assurant la première partie de The Automatic lors de la tournée 2007 des NME Awards, aux côtés de The View et de The Horrors.
Après une nouvelle période d'inactivité, le groupe se réunit à nouveau en 2019 pour d'autres concerts, une compilation intitulée Rarities et un nouveau single, Summer, en 2020. En 2024, le groupe sort un nouveau single intitulé Washout.

## Discographie

### Albums
- 2007 : These Things Move in Threes

### Compilations
- 2020 : Rarities

### EP
- 2005 : The Dance in France
- 2006 : The Dance on the Shore
- 2006 : What Would Steve Do?
- 2006 : Black Hurts Day and the Night Rolls On
- 2013 : Technicolour
- 2014 : Back to the Shore